# Mercin-et-Vaux
Mercin-et-Vaux é uma comuna francesa na região administrativa de Altos da França, no departamento de Aisne. Estende-se por uma área de 7,77 km². Em 2010 a comuna tinha 985 habitantes (densidade: 126,8 hab./km²).